# Octopus’s Garden
Az Octopus's Garden az angol rockzenekar, a The Beatles dala, amelyet Ringo Starr (valódi neve Richard Starkey) írt és énekel az 1969-es Abbey Road albumukról. George Harrison, aki segített Starrnak a dal elkészítésében, megjegyezte: "Az Octopus's Garden Ringo dala. Ez csak a második dal, amit Ringo írt, és ez gyönyörű." Hozzátette, hogy a dal nagyon mélyen behatol a hallgató tudatába, "mert olyan békés. Feltételezem, hogy Ringo manapság kozmikus dalokat ír, anélkül, hogy észrevenné." Ez volt az utolsó Beatles által kiadott dal, amelyben Starr énekelt.

## A dal szerkezete
A dal ötlete akkor született, amikor Starr 1968-ban Szardínián ült Peter Sellers komikus hajóján. Ebédre halat és sült krumplit rendelt, de hal helyett tintahalat kapott (ez volt az első alkalom, hogy tintahalat evett, és azt mondta: "Rendben volt. Kicsit gumiszerű. Csirke íze volt.") A hajó kapitánya ezután elmesélte Starrnak, hogyan utaznak a polipok a tengerfenék mentén, köveket és fényes tárgyakat szedve fel, amelyekkel kerteket építhetnek. Starr dalszövegírását tovább ihlette az a vágya, hogy elkerülje a Beatles közötti növekvő ellenségeskedést; később bevallotta, hogy ő is "csak a tenger alatt akart lenni". A dal akkordváltásainak kidolgozásában hiteltelen segítséget nyújtott Harrison, aki láthatóan segített Starrnak a dal kidolgozásában zongorán, majd John Lennon is csatlakozott a dobokhoz. Ez a jelenet megtalálható az 1970-es Let It Be és a 2021-es The Beatles: Get Back című dokumentumfilmekben.
A dal szövege alapján ("Oh what joy for every girl and boy/Knowing they're happy and they're safe,") sokan úgy gondolják, hogy ez egy gyerekeknek szóló dal, például a Yellow Submarine vagy az All Together Now. A Muppet showban többször előadták a dalt.

## Rögzítése
A két elektromos gitárból (Harrison és Lennon), basszusgitárból (Paul McCartney) és dobból (Starr) álló zenei alapot 1969. április 26-án vették fel. Starr ezen a napon kalauz hangot utánozva adta elő a dalt. (A 2 felvétel, amelyen ez a kalauz ének szól és Starr háromszor énekli az első versszakot, az Anthology 3 2. lemezén megtalálható) George Martin hiányában maga a Beatles szerepelt producerként, Martin tanítványával, Chris Thomas-szal együtt, aki jelen van a vezérlőteremben és segített. Harminckét felvételre volt szükség ahhoz, hogy a Beatles elégedett legyen a végső változattal.
McCartney és Harrison háttéréneke a gitárszóló alatt kompresszorokon keresztül gurgulázó hangzást keltett. Starr kérésére Harrison hozzáadta a buborék hangot úgy, hogy egy szívószálon keresztül belefújt egy pohár tejbe.

## Közreműködött
Ian Macdonald szerint:
Ringo Starr – ének, dob, ritmushangszerek, effektusok
John Lennon – gitár
Paul McCartney – vokál, basszusgitár, zongora
George Harrison – vokál, szólógitár, szintetizátor

## ALovealbumon újrakevert változat
A dalt 2006-ban remixelt változatot kapott a Beatles Love című albumán, amely klasszikus Beatles-dalok újrakevert változatait tartalmazta. A remix Starr énekhangjával kezdődik amely alatt a Good Night dal hangszerelése hallható, majd átmegy az eredeti instrumentális aláfestő számba a „Id ask my friends...” sornál. Közben a Yellow Submarine hangeffektusai szólnak a háttérben. A gitárszóló során az eredeti dobsávot felváltja a Lovely Rita dalban hallható dobsáv.

## Könyv
2014-ben Starr gyermekkönyvet írt a dal alapján, amely ugyanazt a címet kapta. A dal szövegéből álló könyvet Ben Cort illusztrálta. A könyvhöz CD-t is mellékeltek, amely Starr bevezetőjét, a dal új verzióját, a prózaként elhangzott szöveget és a dal instrumentális változatát tartalmazza.

## Más változatok
Jim Henson Muppet figurái 3 videós feldolgozást készített a dalhoz: először a Szezám utca 19. epizódjában 1969-ben, majd a The Ed Sullivan Show-ban 1970 márciusában és végül a Muppet Show 312. epizód 1978-ban, amelyet Kermit, a béka, unokaöccse, Robin the adott elő Miss Röfi társaságában.
A Reparata and the Delrons kislemezként 1972-ben adták ki a dalt a Dart lemezeken, a Your Life Is Gone című dallal együtt. Énekeffektusokat és óceáni témájú hangeffektusokat használtak, hogy utánozzák az 1968-as brit slágerük, a Captain of Your Ship stílusát. 1976-ban adták ki újra, az A- és B-oldal felcserélésével, és a Reparata néven.
Noel Gallagher, az Oasis együttes tagja az Octopus's Garden szövegeit adaptálta át a Whatever című daluk végére néhány élő fellépése során. A "I'd like to be under the sea" kifejezés az Oasis egyik legnépszerűbb b-oldalú dalának, a Take Me Away-nek a refrénjében található. Valamint a Beatles-dal refrénje a szintén Oasis által készített The Masterplan vége előtt mintegy negyven másodperccel hallható.
A dalt a kanadai gyerekzenész, Raffi dolgozta fel és rögzítette az 1985-ös One Light, One Sun című albumhoz.
A The Punkles Beatles emlékzenekar a negyedik For Sale albumán punk feldolgozást készített hozzá, amelyet dobosuk, Markey Starkey énekelt.

## Fordítás
Ez a szócikk részben vagy egészben  az   Octopus's Garden című angol Wikipédia-szócikk fordításán alapul.  Az eredeti cikk szerkesztőit annak laptörténete sorolja fel. Ez a jelzés csupán a megfogalmazás eredetét és a szerzői jogokat jelzi, nem szolgál a cikkben szereplő információk forrásmegjelöléseként.

## Külső hivatkozás
Allan W. Pollack megjegyzései az Octopus's Garden dalról